# Monument du souvenir (Père-Lachaise)
Pour les articles homonymes, voir Monument du souvenir.
Le monument du souvenir ou colonne du souvenir est un monument en forme de colonne brisée, élevé en 1881 au cimetière du Père-Lachaise pour recueillir les offrandes aux défunts dont la concession a été reprise.

## Localisation
Le monument du souvenir est situé dans la 55e division du cimetière du Père-Lachaise, le long de l'avenue de la chapelle, au niveau de la chapelle du Père-Lachaise et du mausolé de la famille Thiers.

## Histoire
En 1881, la Ville de Paris fit élever un monument pour recueillir les offrandes faites aux morts dont les restes ont disparu. Les terrains des cimetières qui n'ont pas été concédés à perpétuités sont repris par l'administration pour être affectés à des inhumations nouvelles. Les ossements sont enlevés et déposés dans une fosse commune. À la suite de ces reprises de terrains au Père-Lachaise, beaucoup de personnes ne savaient où déposer les couronnes ou souvenirs qu'ils apportaient.
Lors de la Toussaint, de nombreuses fleurs étaient déposés au pied de la colonne, comme en 1891 : 

« Le monument aux Morts, inauguré l'an dernier, a pris son aspect définitif grâce aux arbustes égayant la pierre de leur verdure. Il semble le complément artistique de la colonne du Souvenir, si touchante en cette journée de Toussaint, où, timidement, les infortunés parents viennent déposer la modeste couronne à la mémoire de ceux aux restes desquels ils n'ont pu assurer le repos. Les pauvres gens restent là, absorbés, et s'en vont comme à regret, en jetant un dernier regard sur la chapelle dont les larges portes ouvertes laissent voir, parmi les longs cierges dont les flammes paraissent autant de larmes d'or, des femmes agenouillées, des sœurs en prières, aux cornettes éployant leurs ailes blanches. »

## Description
Le monument prend la forme d'une colonne brisée et reposait à l'origine sur une large pierre circulaire sur laquelle étaient déposés des bouquets et des couronnes. Il comporte l'inscription « Monument du Souvenir ».

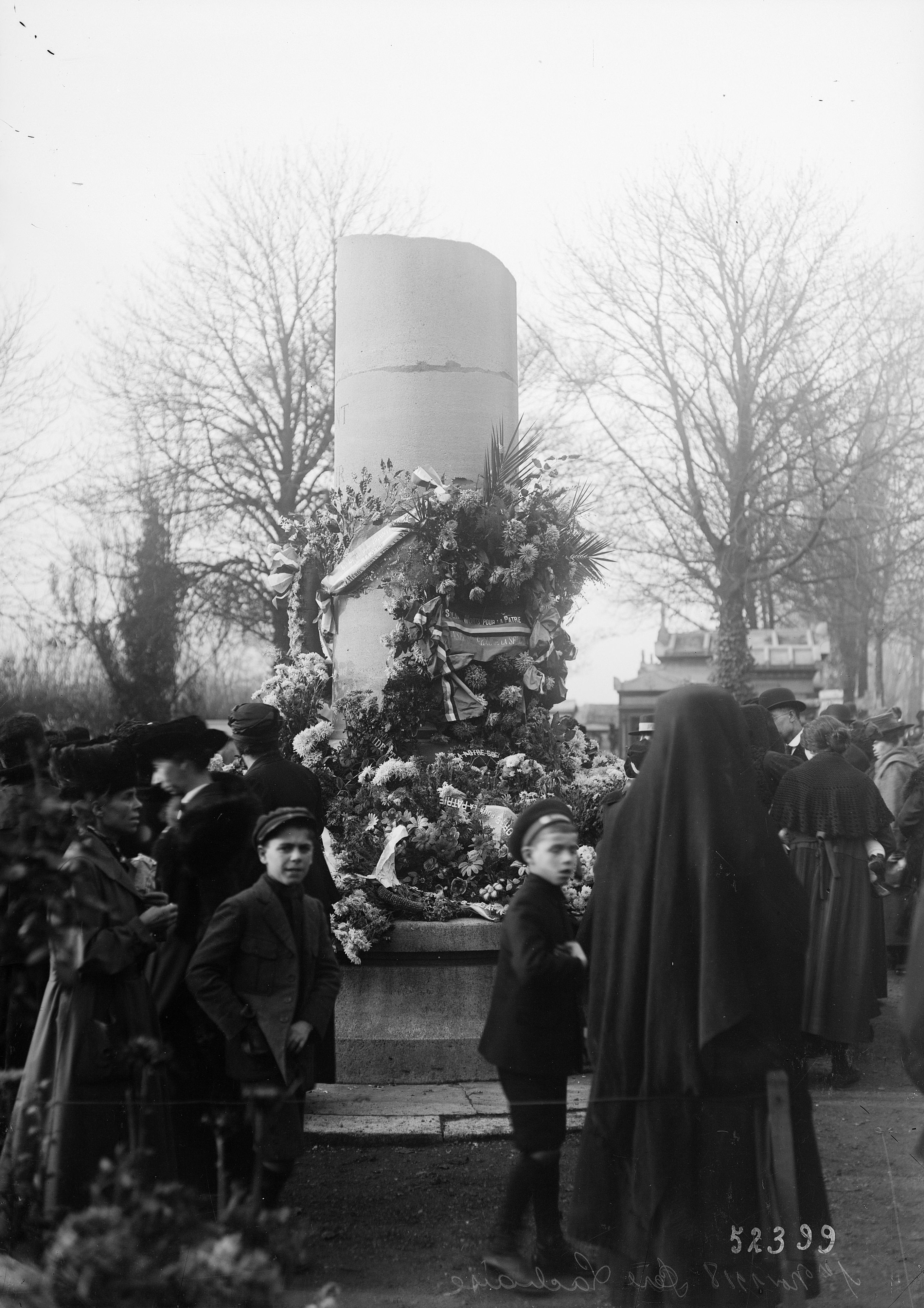
1918
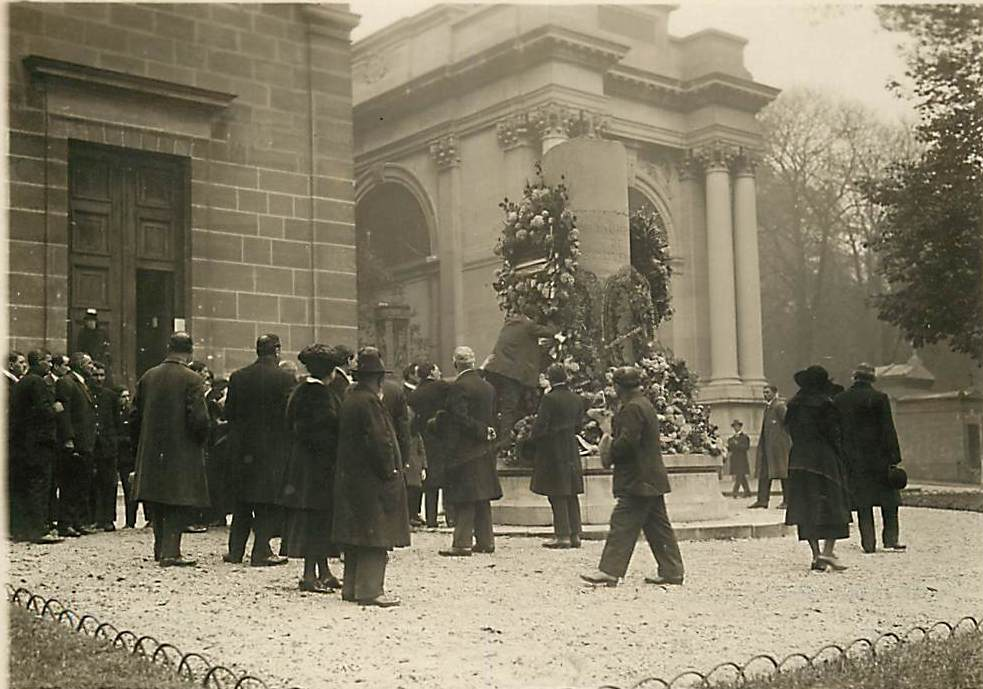
1921
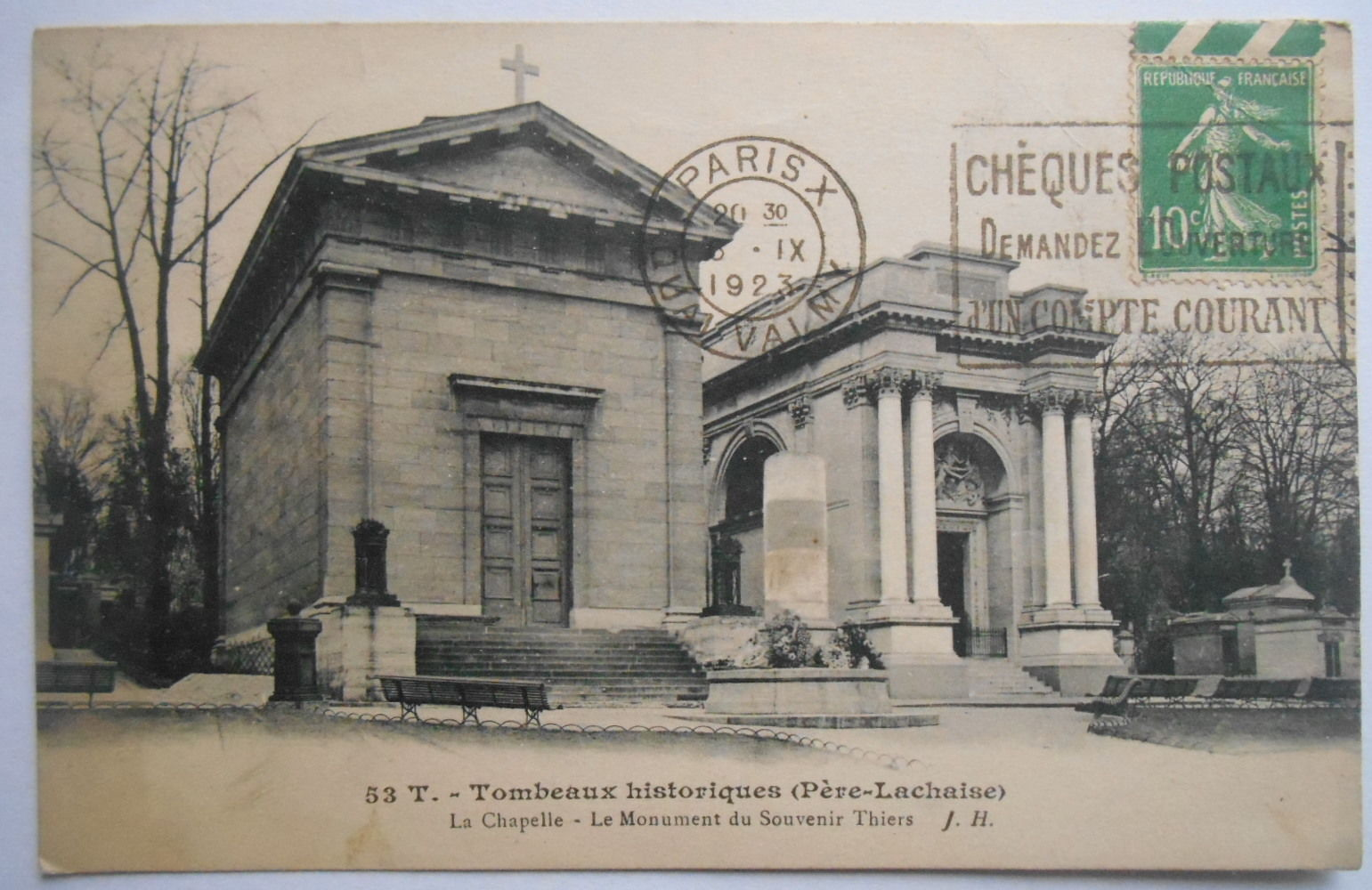
1923
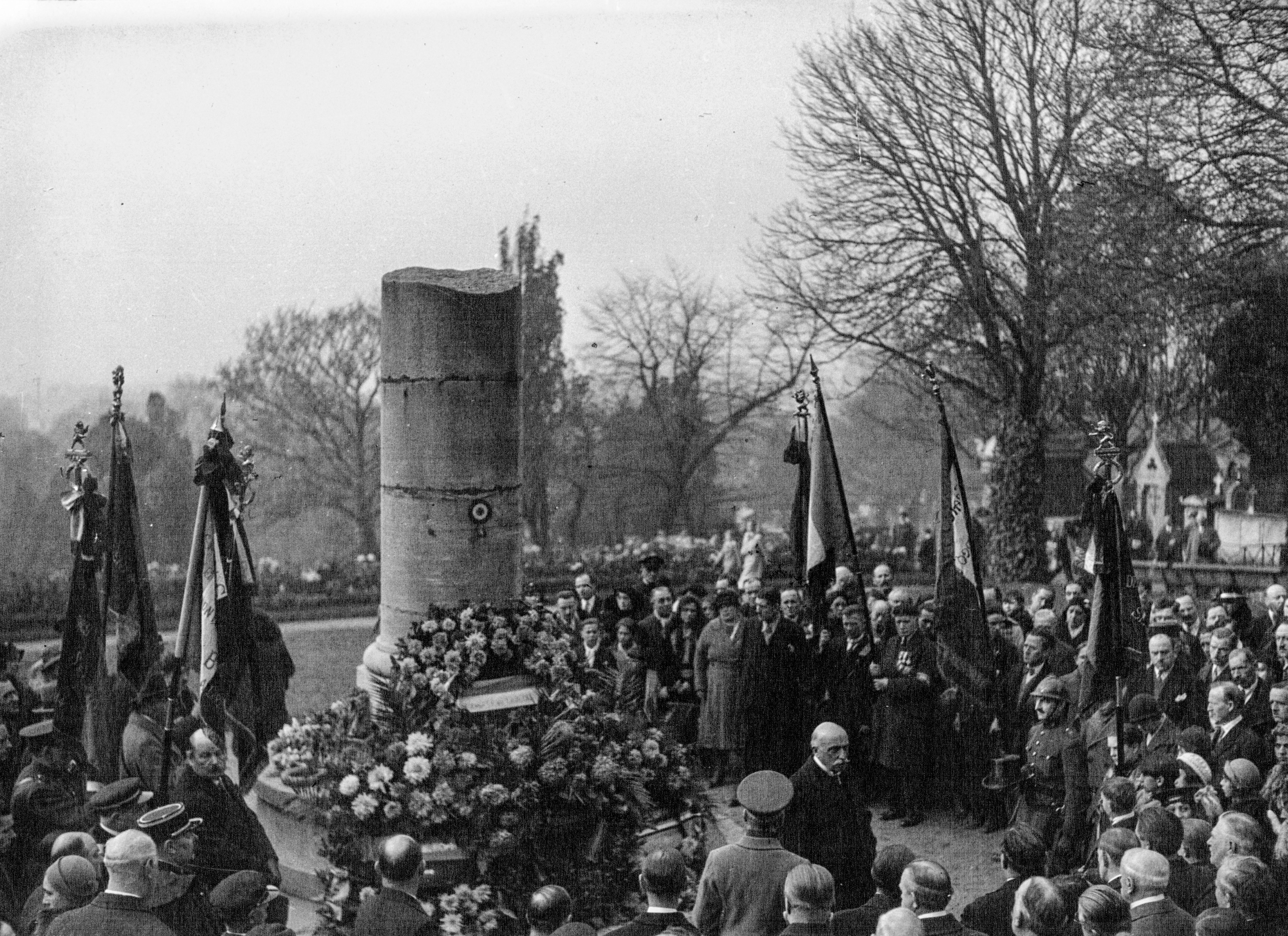
1932